# Johann Conrad Werdmüller
Johann Conrad Werdmüller (* 10. November 1819 in Zürich; † 3. September 1892 in Freiburg im Breisgau) war ein Schweizer Zeichner und Kupferstecher.

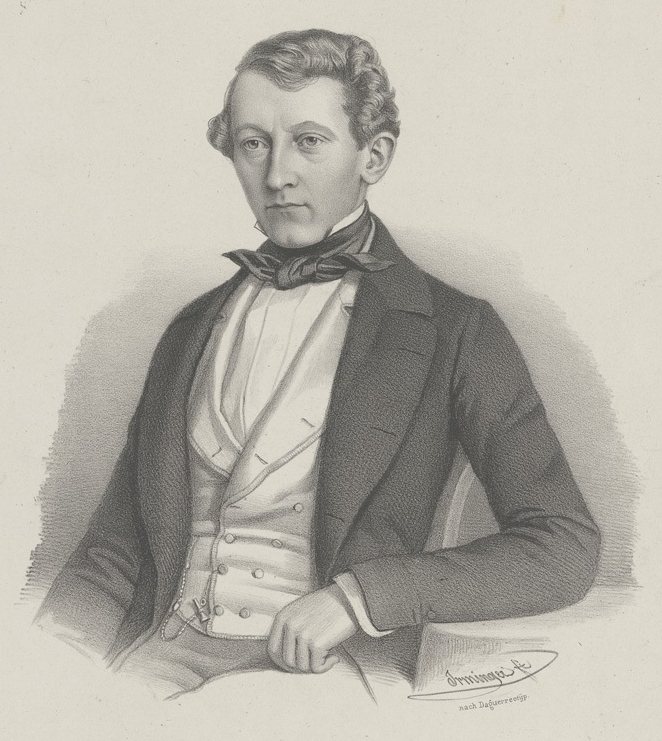
Lithografie von Carl Friedrich Irminger um 1860

## Bilder aus dem Kreuzgang des Klosters Töss

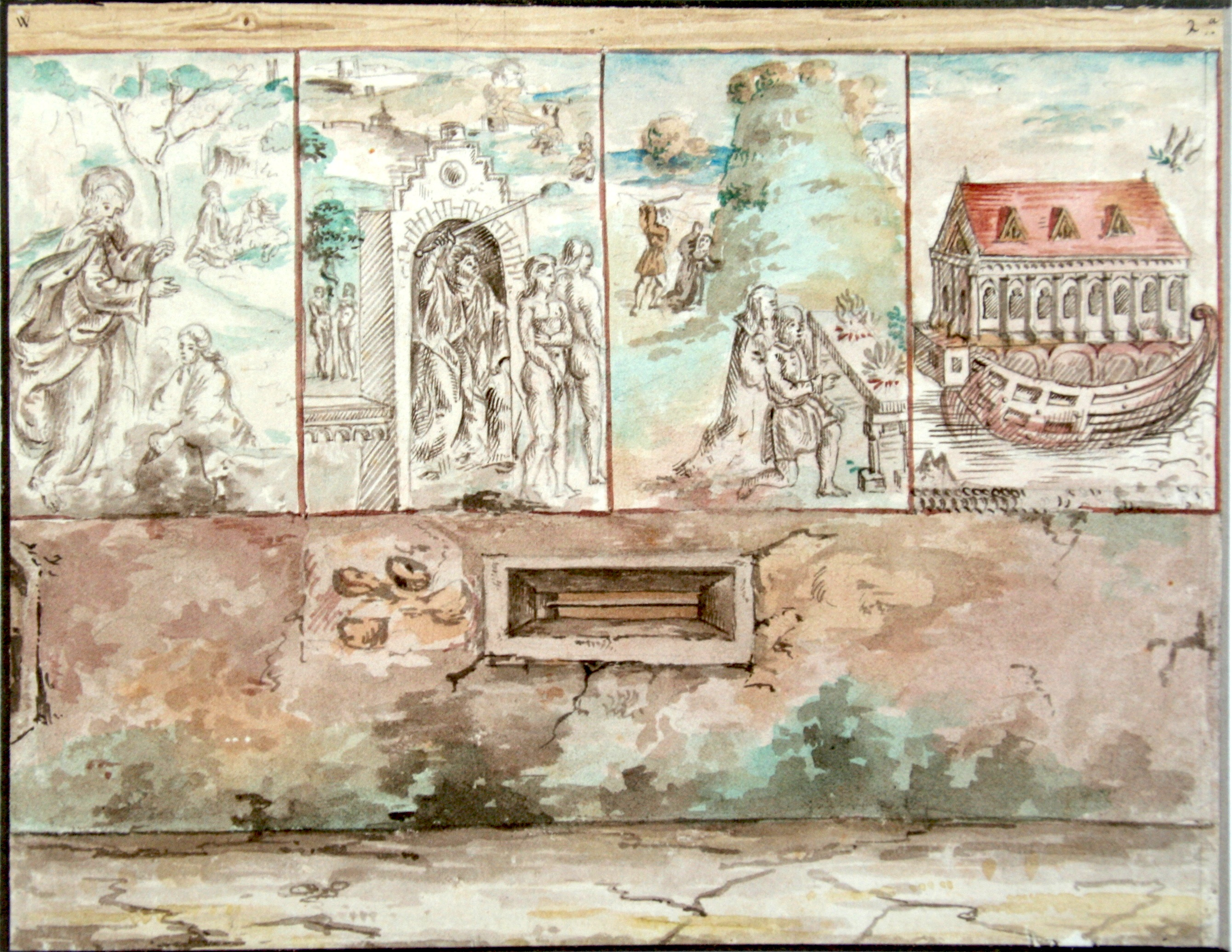
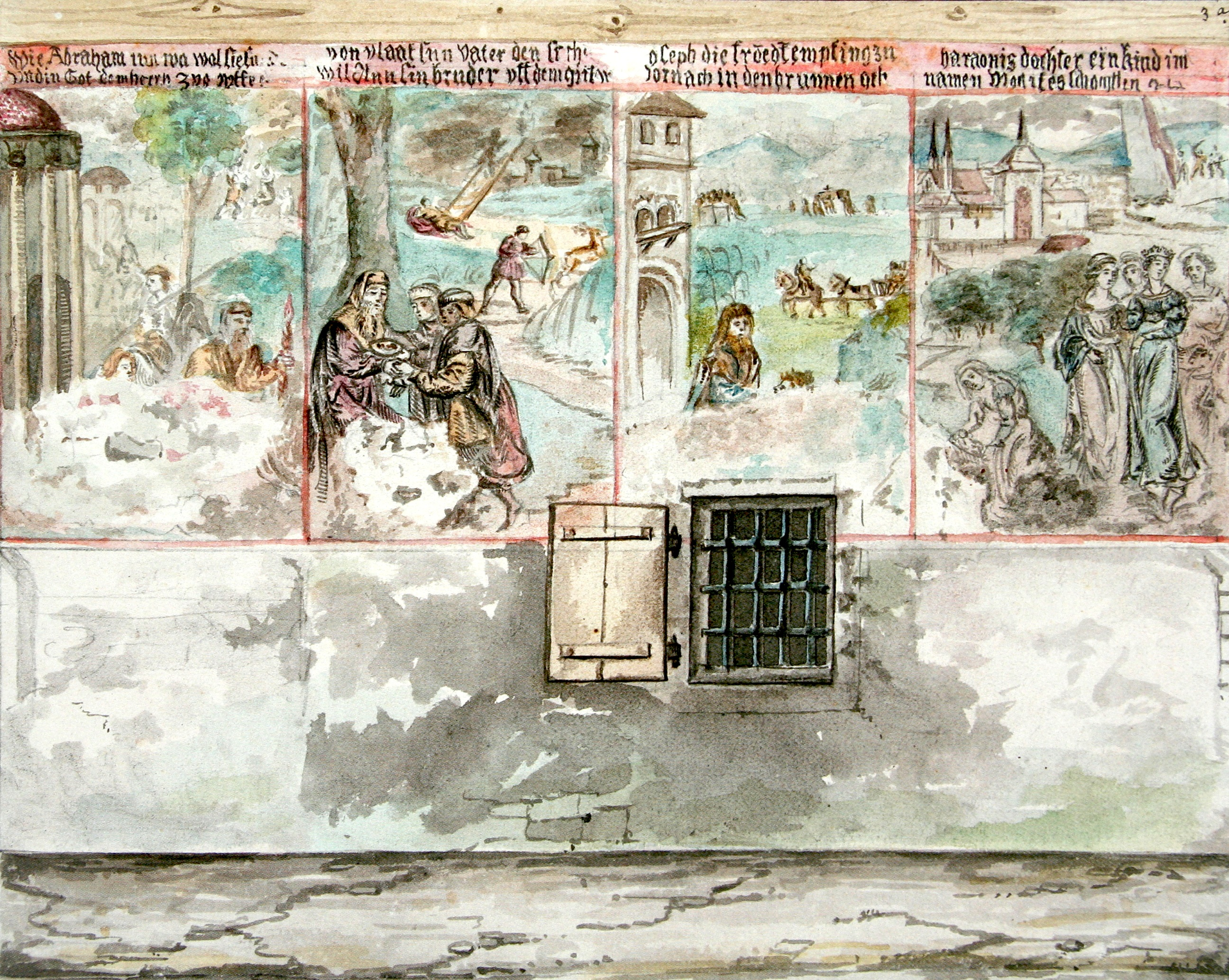
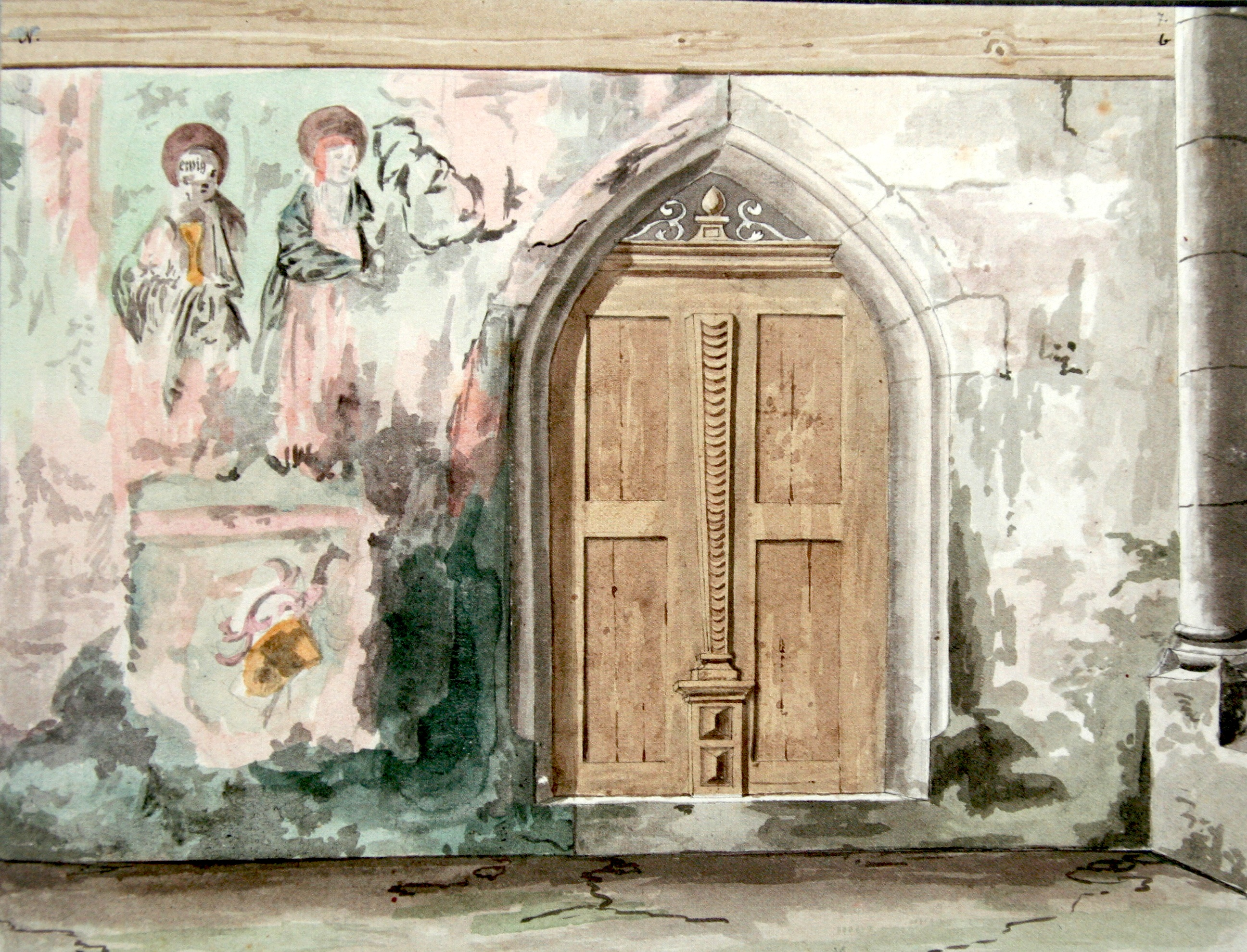
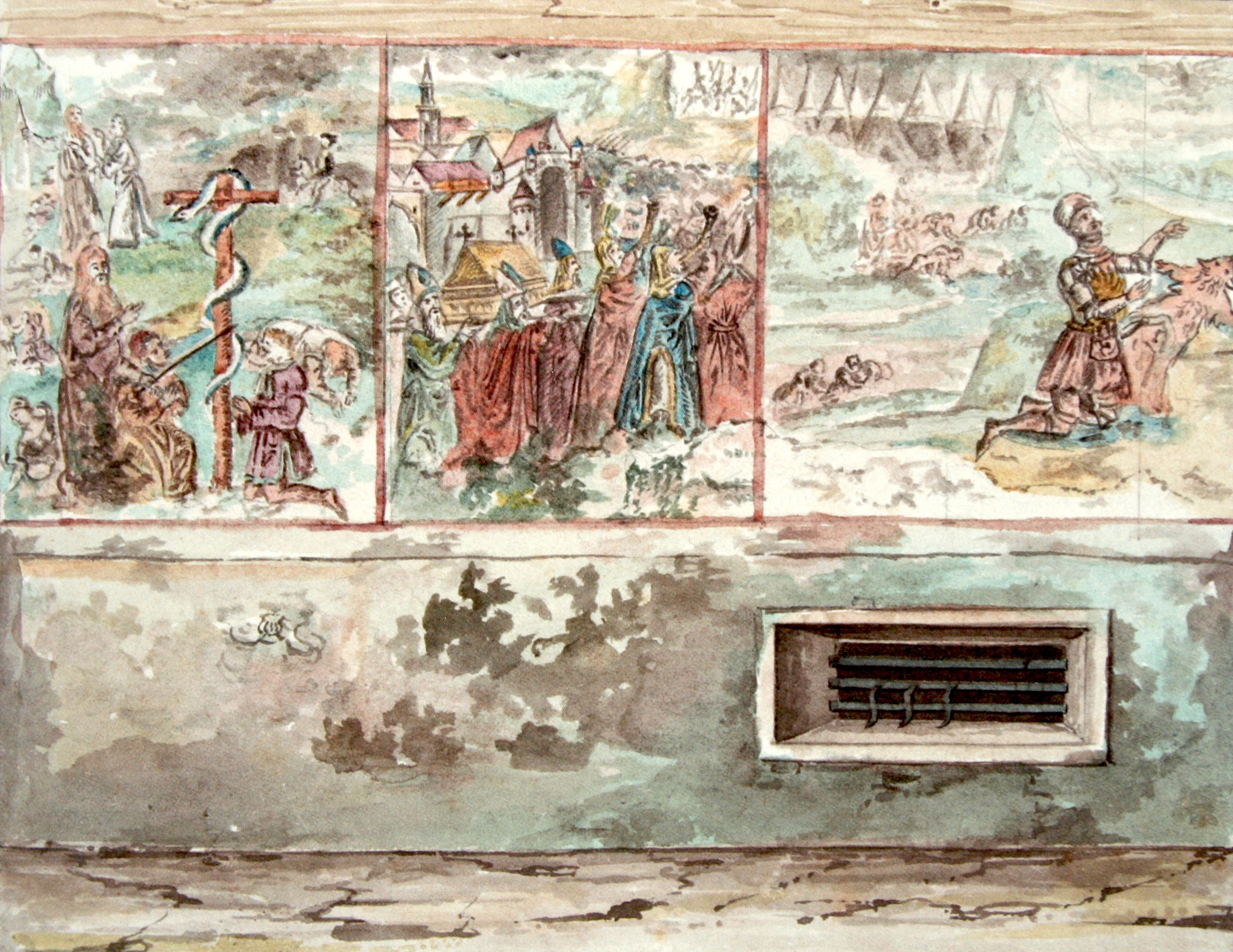

## Leben

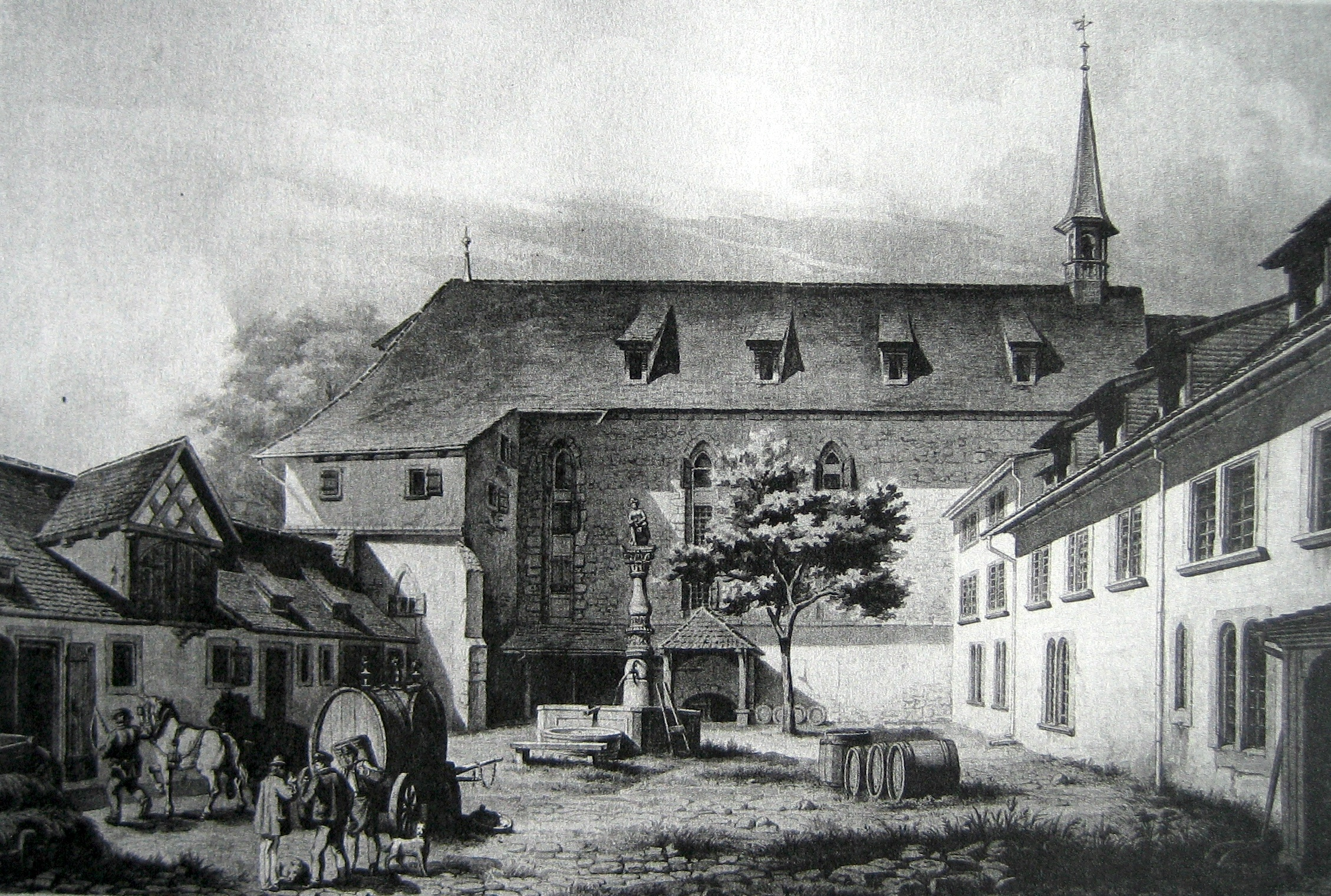
Kloster Oetenbach 1871 von Nordwesten

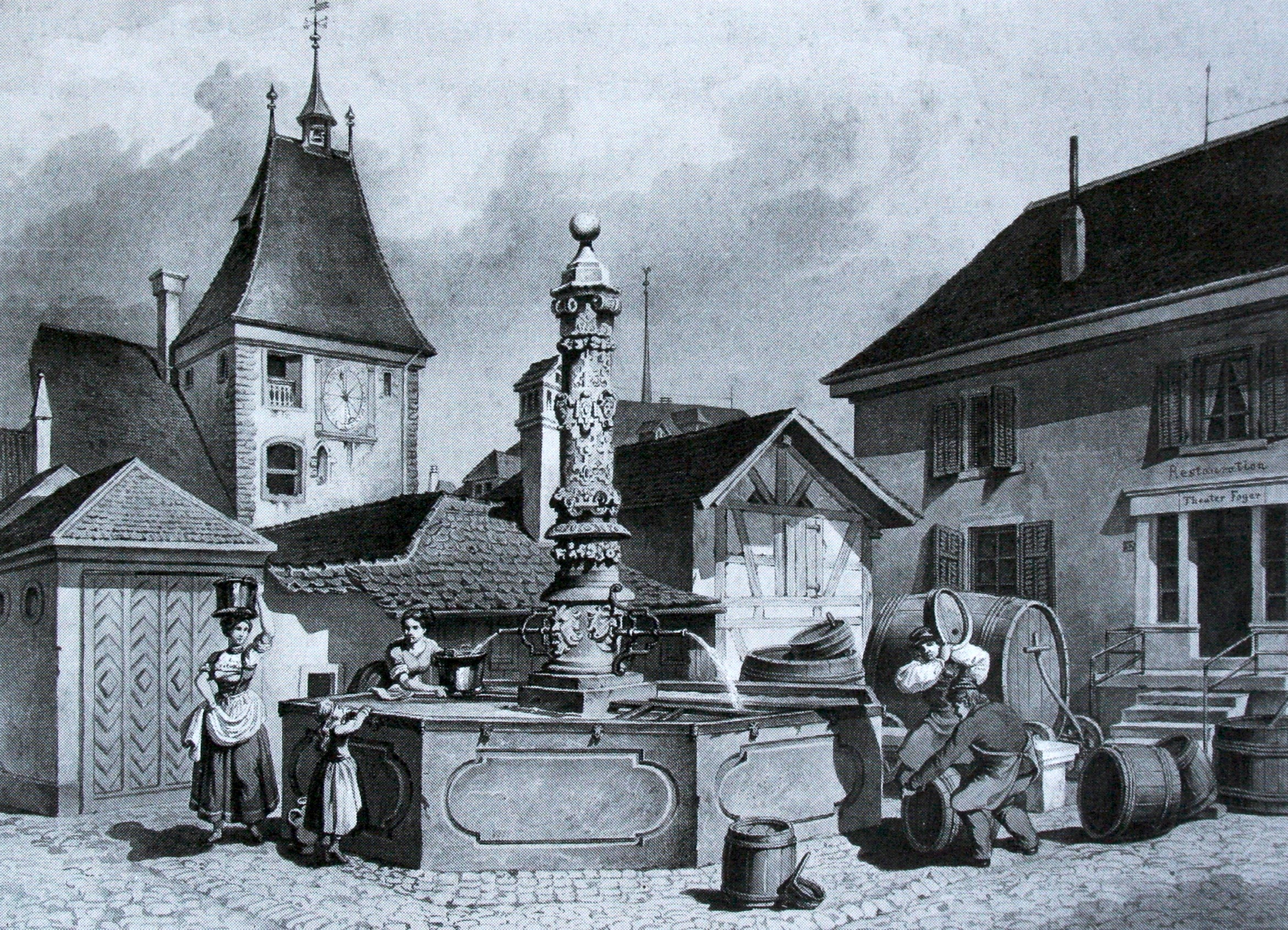
Brunnen im
Barfüsserkloster Zürich

Johann Conrad Werdmüller war der einzige Sohn von Salomon Werdmüller und seiner Frau Margarethe, geborene Bertschinger. Nach dem frühen Tod seines Vaters wuchs er zusammen mit seiner Schwester im Waisenhaus auf. Nach der Schule machte er eine Lehre als Lithograf bei Friedrich Oberkogler. Am Ende der Lehrzeit kopierte er im Auftrag von Ludwig Schulthess den grossen Gemäldezyklus im Kreuzgang des Klosters Töss.
Nach 1838 bildete er sich unter anderem an der Kunstakademie München und beim Schweizer Kupferstecher Samuel Amsler weiter. Nach 1846 arbeitete er zwei Jahre lang als selbständiger Kupferstecher in Paris, nach 1848 in Zürich.
Anlässlich einer Stellvertretung an der Industrieschule entdeckte Werdmüller 1853 seine Begabung für die Lehrtätigkeit. Nach zwei Jahren Unterricht erhielt er 1855 einen Lehrauftrag für Figurenzeichen am Vorkurs der Bauschule am neu gegründeten Polytechnikum. Diese Professur behielt er 35 Jahre lang. Zusätzlich arbeitete er an der Höheren Töchterschule und an der Universität Zürich. In den 1870er Jahren wurde er an der Industrieschule zum Oberlehrer auf Lebzeiten ernannt.
Johann Conrad Werdmüller war verheiratet mit Maria Anna Maiser, die 1873 verstarb. Bei einem Besuch bei seiner verheirateten Tochter Friederike Clementine verstarb er im Alter von 72 Jahren.